# Houixai
 Houixai – dystrykt w Laosie, wchodzący w skład prowincji Bokéo.

## Galeria

Houixai
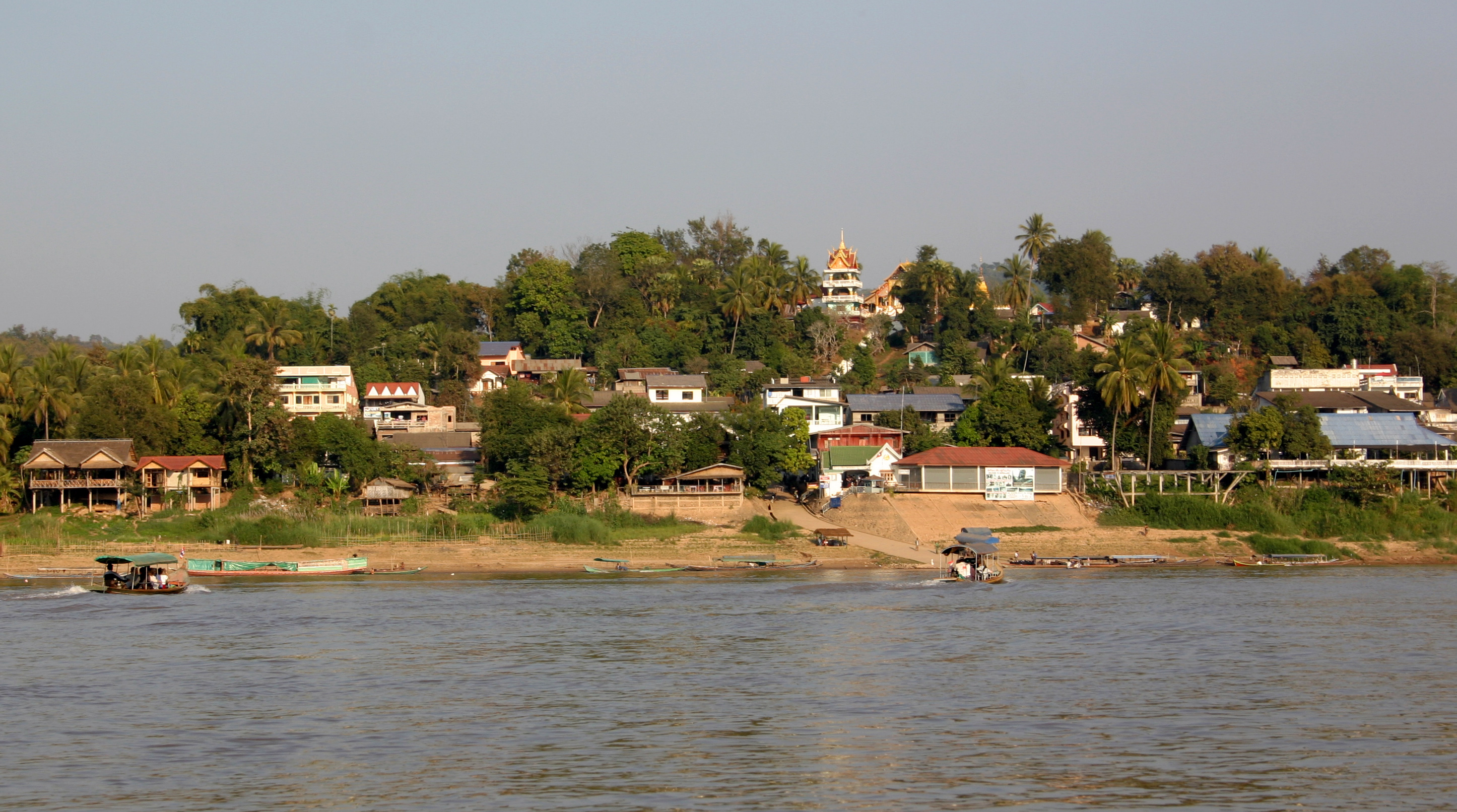
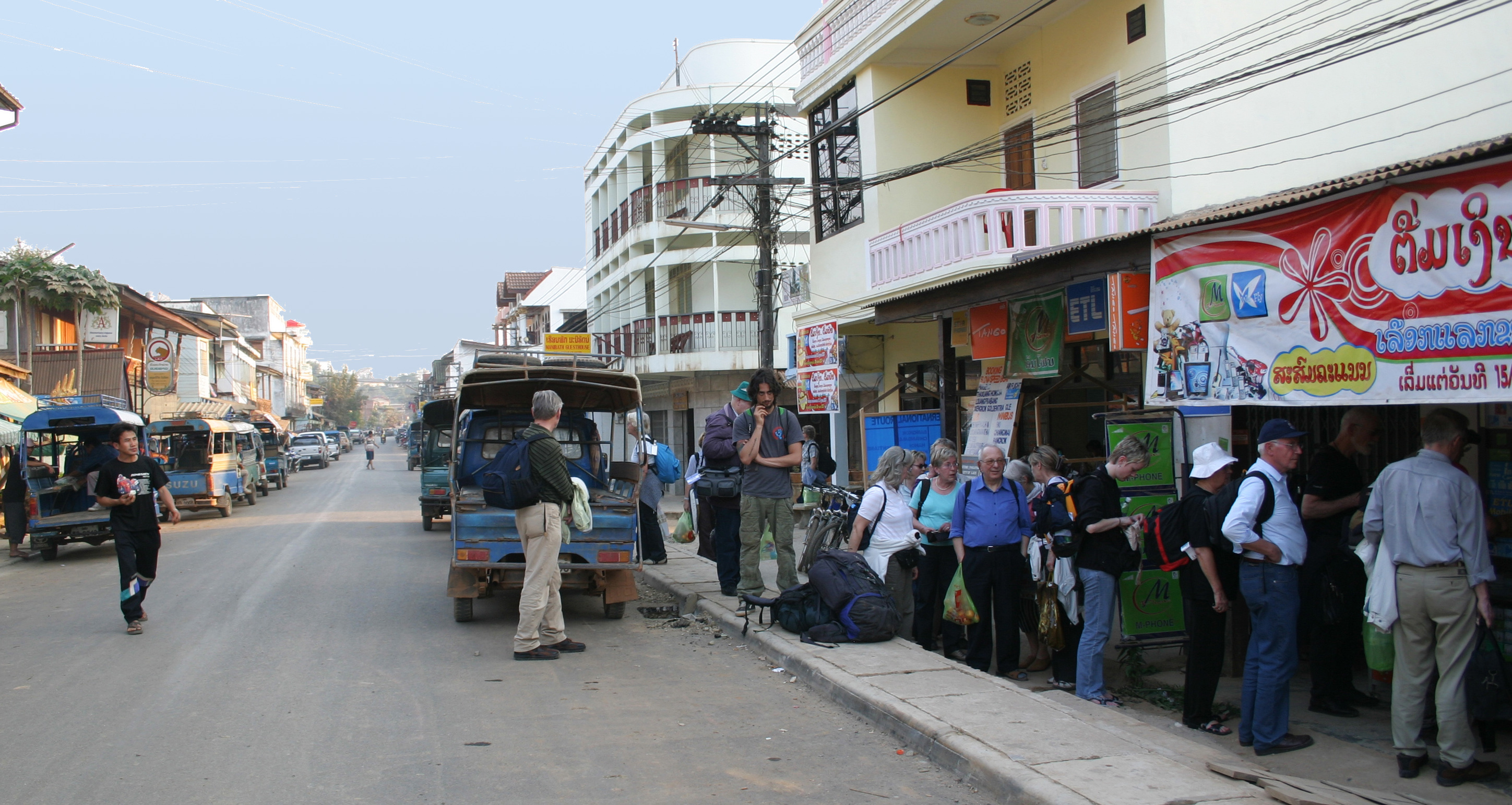
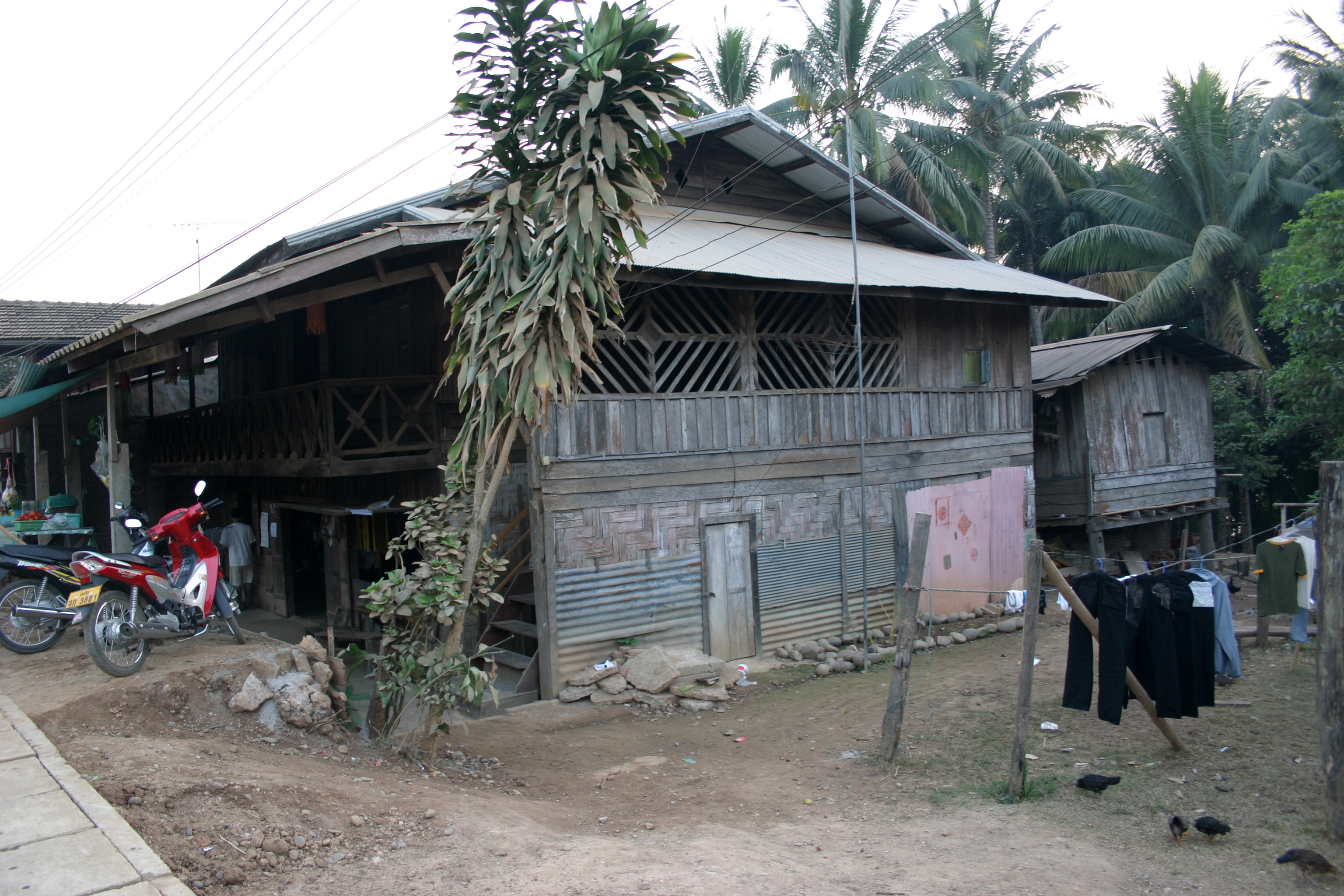
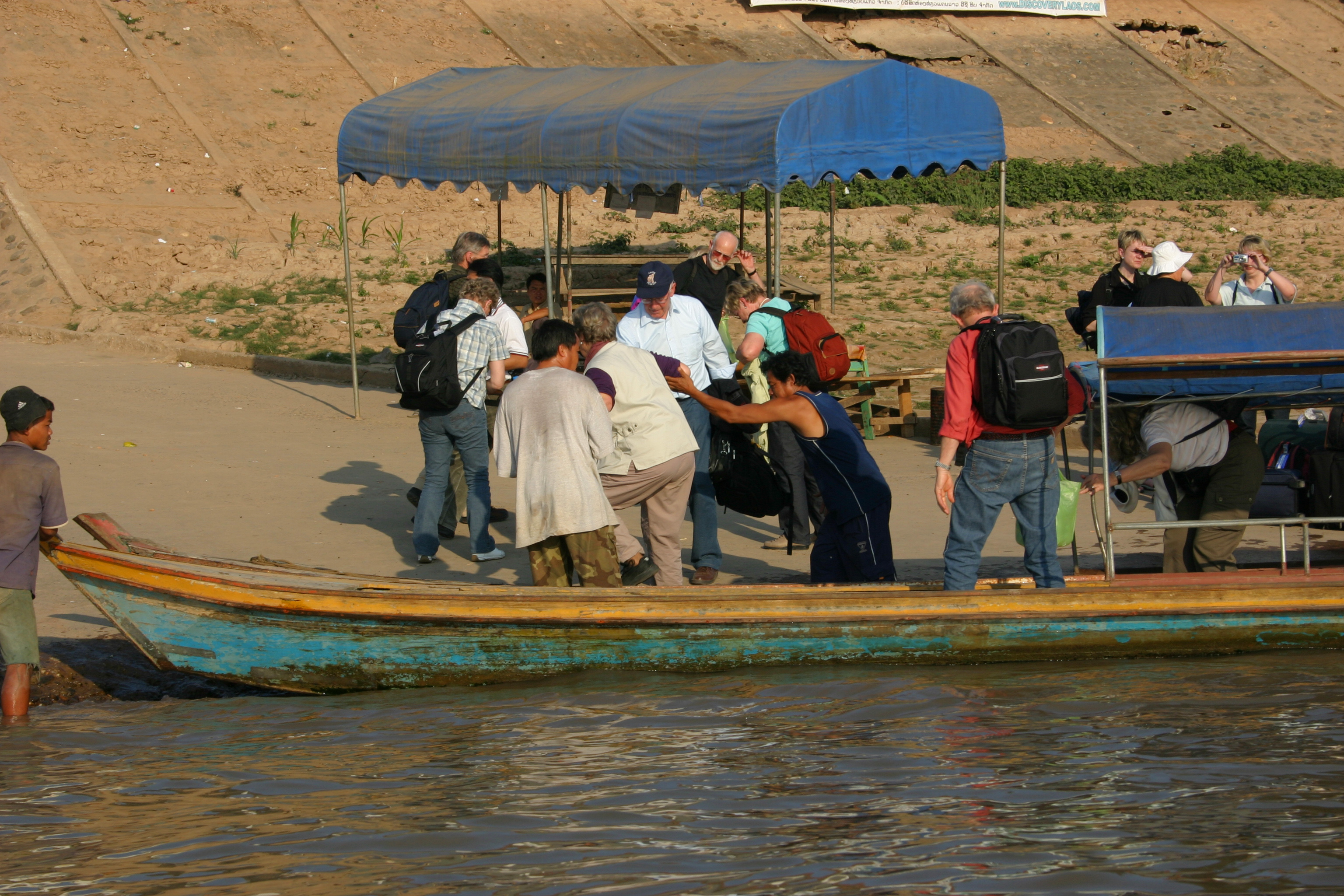
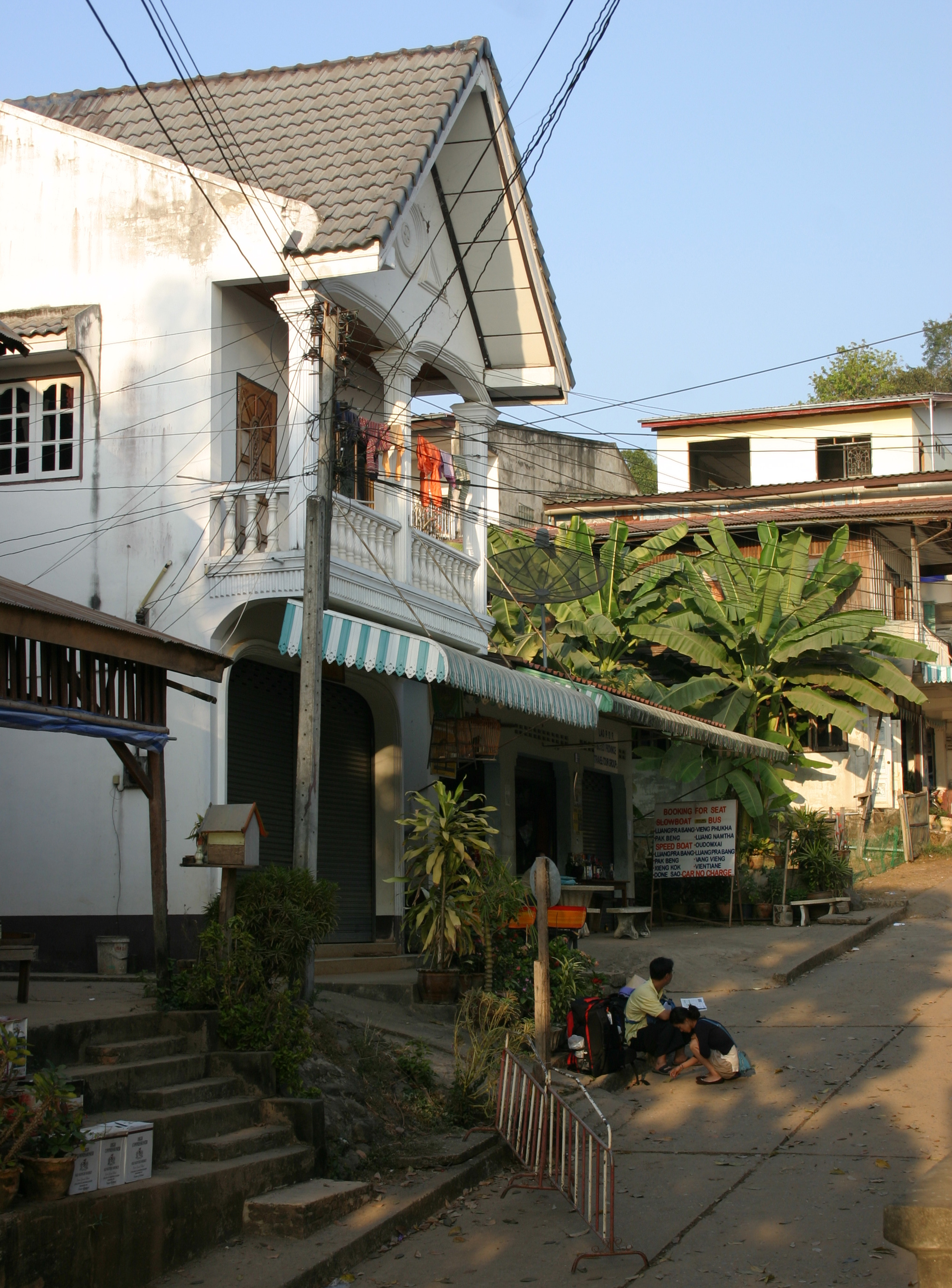
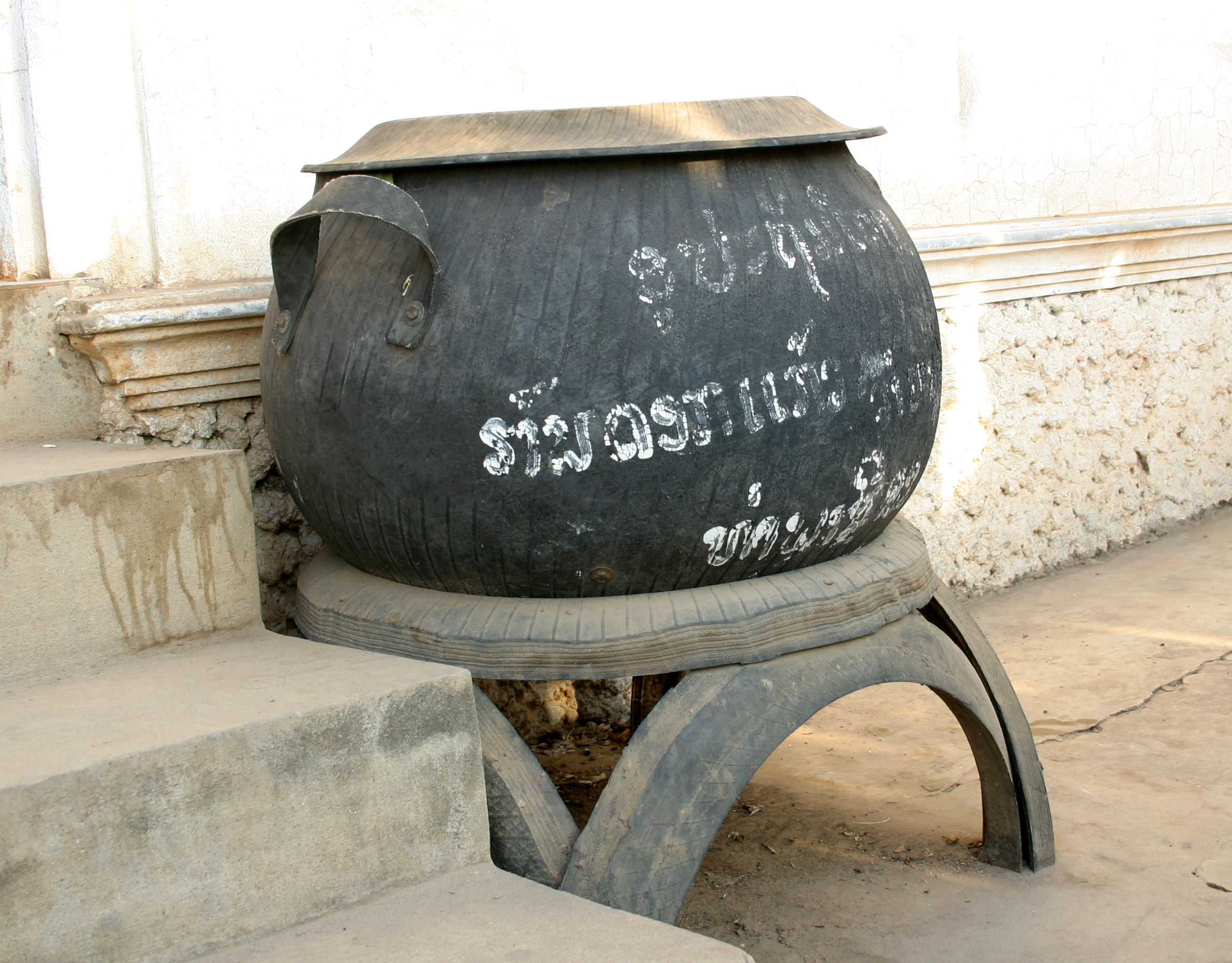
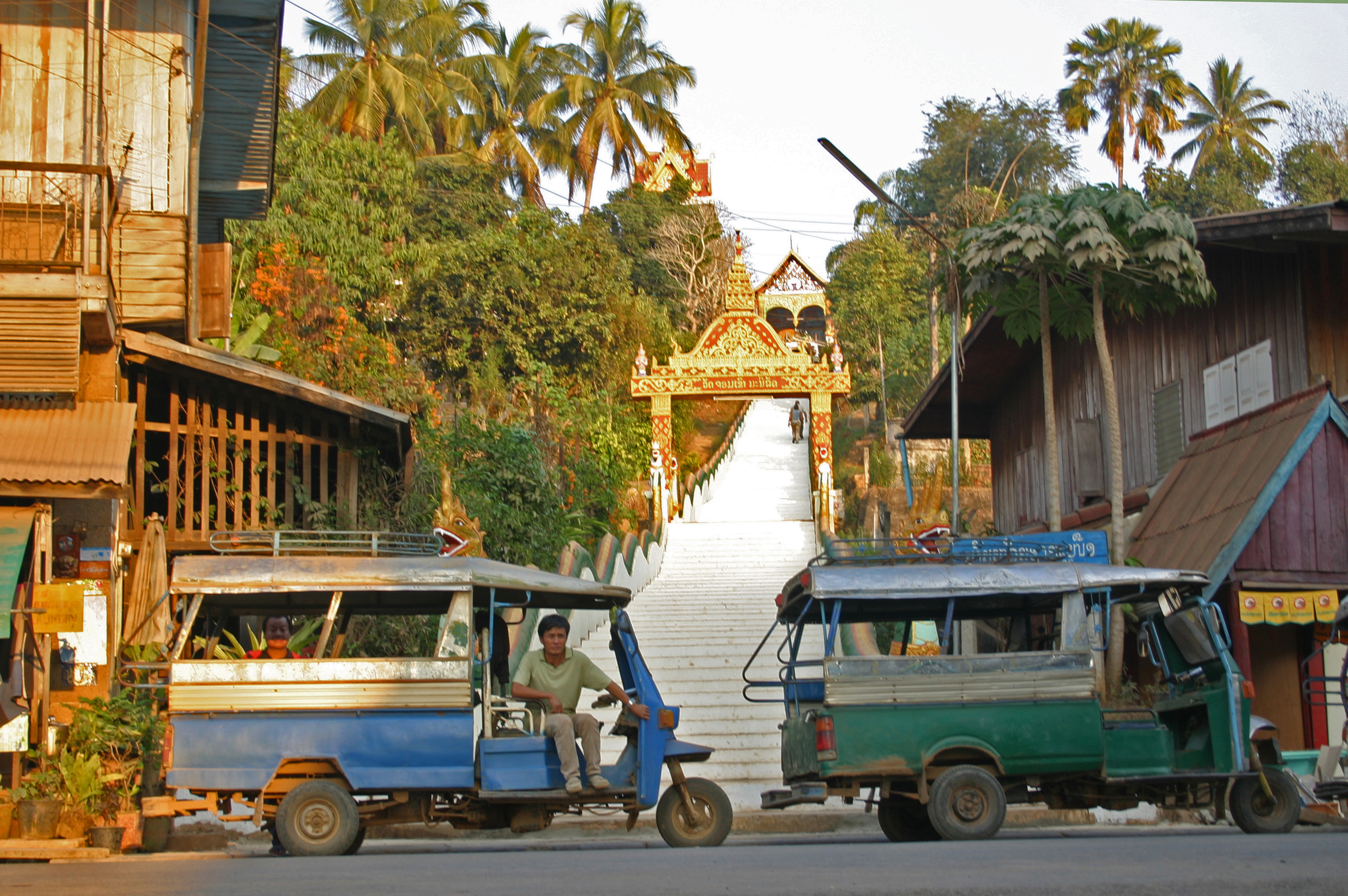
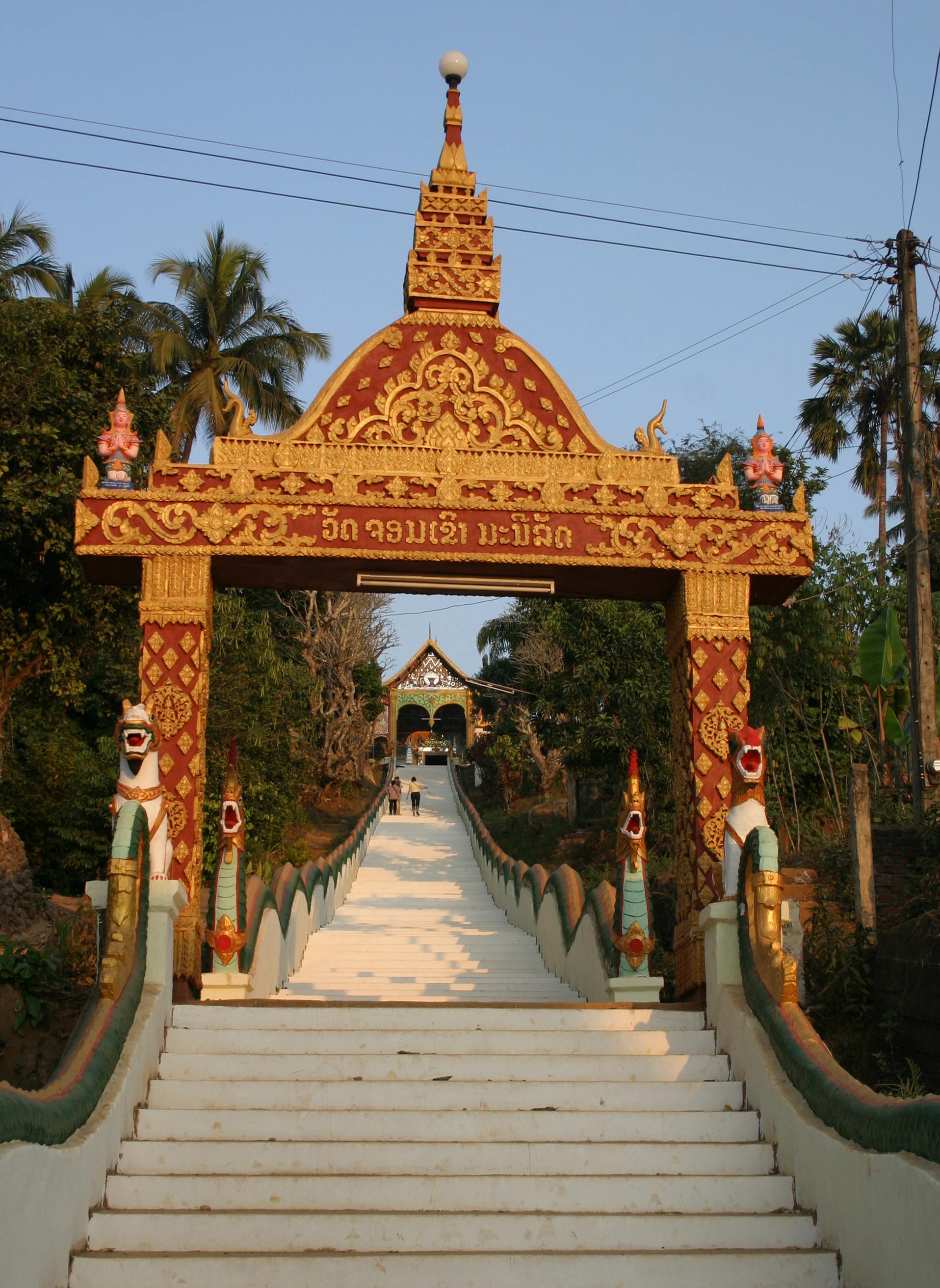